# Nowe Miasteczko (gemeente)
De gemeente Nowe Miasteczko is een stad- en landgemeente in het Poolse woiwodschap Lubusz, in powiat Nowosolski.
De zetel van de gemeente is in Nowe Miasteczko (Neustädtel).
Op 30 juni 2004 telde de gemeente 5487 inwoners.

## Oppervlakte gegevens
In 2002 bedroeg de totale oppervlakte van gemeente Nowe Miasteczko 77,18 km², waarvan:
- agrarisch gebied: 71%
- bossen: 18%

De gemeente beslaat 10,02% van de totale oppervlakte van de powiat.

## Demografie
Stand op 30 juni 2004:
| Omschrijving                   | Totaal | Totaal | Vrouwen | Vrouwen | Mannen | Mannen |
| ------------------------------ | ------ | ------ | ------- | ------- | ------ | ------ |
| eenheid                        | aantal | %      | aantal  | %       | aantal | %      |
| inwoners                       | 5487   | 100    | 2752    | 50,2    | 2735   | 49,8   |
| bevolkingsdichtheid (inw./km²) | 71,1   | 71,1   | 35,7    | 35,7    | 35,4   | 35,4   |

In 2002 bedroeg het gemiddelde inkomen per inwoner 1279,83 zł.

## Administratieve plaatsen (sołectwo)
Borów Polski (Windischborau), Borów Wielki (Großenborau), Gołaszyn (Lindau), Konin, Miłaków (Milkau), Nieciecz (Netschütz), Popęszyce (Poppschütz), Rejów (Rehlau), Szyba (Scheibau) en Żuków (Suckau).

## Aangrenzende gemeenten
Bytom Odrzański, Kożuchów, Niegosławice, Nowa Sól, Szprotawa